# Jason Roberts
Jason Roberts (Londen, 25 januari 1978) is een voormalig Grenadiaans-Engels voetballer. Hij speelde bij voorkeur als aanvaller. Hij stond tot 2014 onder contract bij Reading. Hij kwam ook uit voor het Grenadiaans voetbalelftal.

## Carrière
Jason Roberts begon zijn profcarrière bij Hayes FC. Na omzwervingen bij Wolverhampton Wanderers, Torquay United, Bristol City, Bristol Rovers, West Bromwich Albion, Portsmouth en Wigan Athletic kwam hij in 2006 bij Blackburn Rovers terecht. Hij tekende een vierjarig contract bij The Rovers. Hij scoorde zijn eerste doelpunt voor zijn nieuwe club in de halve finale van de FA Cup tegen Chelsea. In november 2008 en januari 2011 werd zijn contract verlengd.

### Reading
Op 26 januari 2012 tekende Roberts een contract voor 18 maanden bij Reading. Hij scoorde meteen bij zijn debuut tegen zijn ex-club Bristol City. Op 20 maart werd bekend dat Roberts in verband met blessures met onmiddellijke ingang was gestopt.

### Managementopleiding
Roberts heeft de eerste lichting van de UEFA-managmentopleiding Executive Master for International Players (MIP) gedaan.

## Interlandcarrière
Roberts werd geboren in Park Royal, een wijk in Londen. Zijn vader werd geboren in Grenada en zijn moeder in Frans-Guyana. Hij speelde een belangrijke rol in de sterke prestaties van Grenada tijdens de kwalificatiewedstrijden voor het WK 2006. Op 26 maart 2008 scoorde hij de eerste twee doelpunten in de met 10-0 gewonnen WK-kwalificatiewedstrijd tegen de Amerikaanse Maagdeneilanden.

## Erelijst
Reading
- Football League Championship

2012